# 해리 리츠

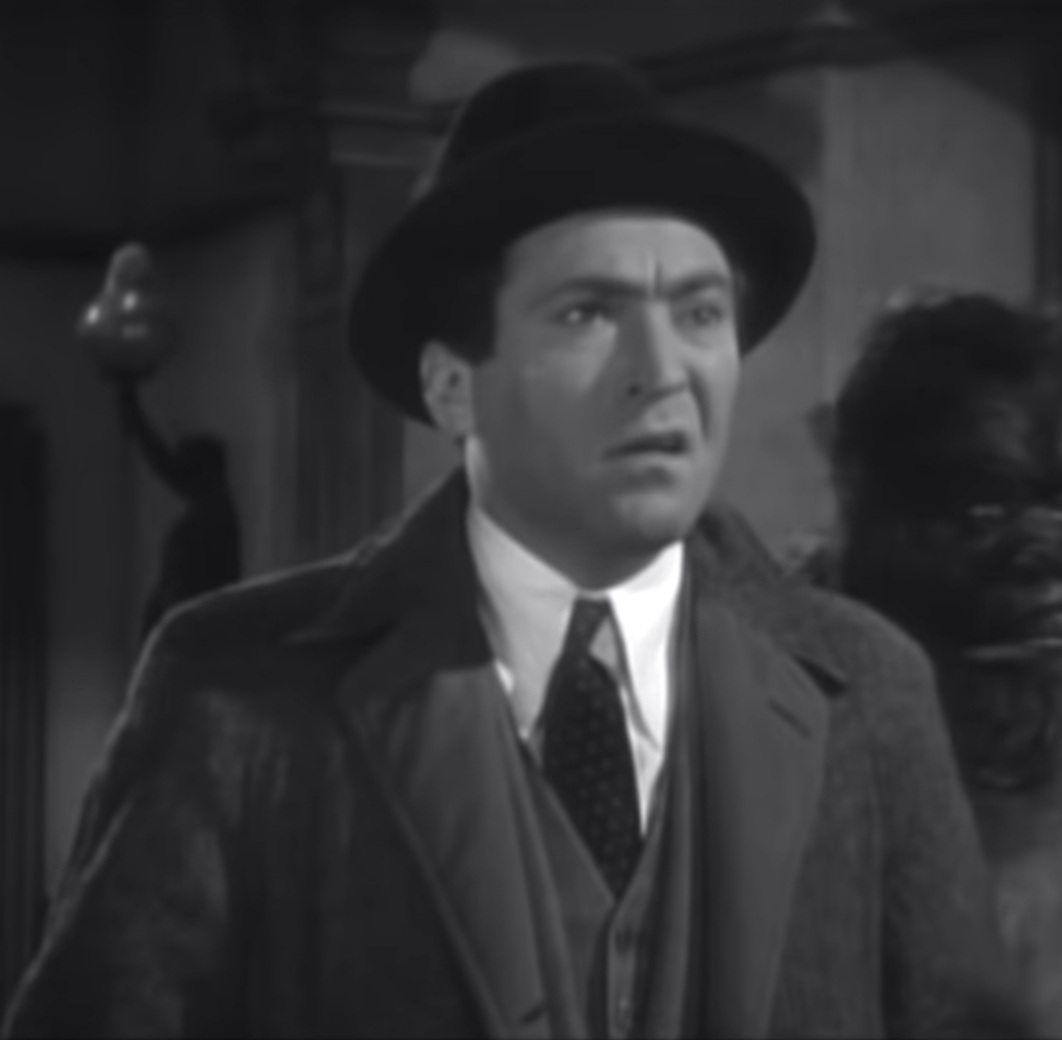

해리 리츠(Harry Ritz, 1907년 5월 22일 ~ 1986년 3월 29일)는 미국의 배우이다.
뉴어크에서 태어났으며 샌디에이고에서 사망하였다. 사인은 폐렴이다.

## 영화
- 무성 영화 (1976년)
- 삼총사 (1939년)
- 더 골드윈 폴리스 (1938년)
- 유 캔트 해브 에브리씽 (1937년)
- 온 더 에비뉴 (1937년)
- 원 인 어 밀리언 (1936년)
- 싱, 베이비, 싱 (1936년)